# Encarnación Alzona
Encarnación Alzona (ur. 28 marca 1895 w Biñan, zm. 13 marca 2001 w Manili) – filipińska historyk, pierwsza Filipinka, która uzyskała stopień doktora, sufrażystka.
W latach 1913–1918 studiowała w University of the Philippines, gdzie uzyskała tytuł magistra (A.M.) na podstawie pracy The Development of School Education of Women in the Philippines (1521–1917). Następnie, w ramach programu „Pensionado”, który umożliwiał Filipińczykom studiowanie w USA, uzyskała tytuł Master of Arts na Uniwersytecie Harvarda (1920) oraz doktorat (Ph.D.) na Uniwersytecie Columbia (1922). 
Pracowała w University of the Philippines, wychowując wielu znanych historyków. Do najważniejszych jej prac zalicza się A History of Education in the Philippines oraz El llegado de España a Filipinas za którą w 1954 roku otrzymała Lone Prize przyznaną przez II Congreso de Hispanistas de Filipinas.
Była jedną z pionierek walki o prawa kobiet na Filipinach. Należała do National Federation of Women’s Clubs, działała na rzecz przyznania kobietom praw wyborczych (prawa wyborcze przyznano kobietom w 1935). 

## Nagrody i wyróżnienia
Otrzymała między innymi: 
- Apolinario Mabini Centennial Award (1961)
- Apolinario Mabini Centennial Award (1964)[4]
- Republic Cultural Heritage Award for Historical Writing (1966)
- Rizal Pro Patria Medal of the Republic of the Philippines (1971)

W 1985 roku została uhonorowana tytułem National Scientist – najwyższym filipińskim wyróżnieniem dla naukowców. Pochowana na Cmentarzu Bohaterów w Taguig – honorowej nekropolii Filipin.